# Jonas Hassen Khemiri
Jonas Hassen Per Younes Khemiri, född 27 december 1978 i Stockholm, är en svensk författare och dramatiker. 
Khemiri har skrivit sex romaner, sju pjäser och en samlingsbok med noveller och andra texter. Han romandebuterade 2003 med Ett öga rött, som sålde i över 200 000 exemplar i pocket och blev 2004 års bäst säljande roman. Andra boken Montecore – en unik tiger tilldelades Sveriges Radios romanpris 2006. I mars 2013 uppmärksammades Khemiri för ett öppet brev i Dagens Nyheter kallat "Bästa Beatrice Ask", där han skrev om svensk polis användande av etnisk profilering. Det blev en av de mest delade svenska texterna någonsin på internet i Sverige. År 2015 tilldelades han Augustpriset för romanen Allt jag inte minns. 2023 nominerades romanen Systrarna till samma pris.
Khemiri är den första svenska författaren som har fått en novell publicerad i det amerikanska magasinet The New Yorker. Romanen Pappaklausulen publicerades 2018 och tilldelades det franska priset Prix Médicis för bästa roman.

## Biografi

### Uppväxt och debut
Jonas Hassen Khemiri är född och uppvuxen på Södermalm, med sin svenska mamma, tunisiska pappa och sina två yngre bröder. Khemiri gick på Södra Latin i Stockholm. Under en resa till Mellanöstern lyckades Khemiri få sin första artikel såld, om en vägspärr i Palestina. Efter att ha arbetat i en klädaffär i New York blev han klar med sin första roman, som han skickade in till förlag. Han började studera litteraturvetenskap vid Stockholms universitet och internationell ekonomi vid Handelshögskolan i Stockholm, och därefter fick han praktikplats på FN i New York.
Flera förlag var intresserade av Khemiris första bokmanus, men när de föreslog ändringar skickade han istället sitt andra manus till det förlag som han menade förstod honom bäst, Norstedts. Romanen hade titeln Ett öga rött och är skriven på en konstruerad svenska som används för att problematisera språk och makt. Boken har översatts till flera språk och även dramatiserats på Angereds teater. Han fick Borås Tidnings debutantpris för romanen 2004. Romanen filmatiserades 2007 i regi av Daniel Wallentin.

### 2006–2011
På Stockholms stadsteater spelades Khemiris debutpjäs Invasion! från mars 2006 till slutet av januari 2008 i regi av Farnaz Arbabi. Pjäsen har spelats i ett tjugotal länder. När den hade premiär i USA 2011 tilldelades pjäsen en Village Voice Obie Award för bästa manus.
Den 4 oktober 2008 hade pjäsen Fem gånger Gud urpremiär på Regionteatern i Växjö och åkte sedan på turné med Riksteatern.  
Khemiri nominerades till Augustpriset 2006 i den skönlitterära kategorin för sin roman Montecore: en unik tiger. Den har översatts till ett tjugotal språk och gavs ut i USA 2011. Romanen ingick på en lista över de tio bästa böckerna som publicerats i Sverige mellan år 2000-2010, sammanställd av Dagens Nyheter 2011.
Khemiri vann Sveriges Radios novellpris 2008 med novellen "Oändrat oändlig".
I oktober 2009 hade hans pjäs Vi som är hundra premiär på Göteborgs stadsteater i Mellika Melanis regi. Hans fjärde pjäs Apatiska för nybörjare, inspirerad av Gellert Tamas bok De apatiska, hade premiär 2011.  

### 2012–2013

#### Jag ringer mina bröder
Khemiris roman Jag ringer mina bröder utkom hösten 2012 och utgår från reaktionerna på bombdåden i Stockholms city i december 2010. Bokens huvudperson, den mörkhårige killen Amor, blir rädd, känner sig utsatt - och ringer sina bröder. Romanen har vuxit fram ur en text med samma namn som Khemiri publicerade i Dagens Nyheter en vecka efter bombdåden. Texten blev även till en teaterpjäs, också den kallad Jag ringer mina bröder. Pjäsen hade urpremiär på Malmö Stadsteater 18 januari 2013 i regi av Farnaz Arbabi och fortsatte sedan på turné i landet med Riksteatern. Den sattes upp på Stockholms stadsteater hösten 2013, även där i regi av Farnaz Arbabi.

#### "Bästa Beatrice Ask"
Den 13 mars 2013 publicerade Dagens Nyheter en artikel av Jonas Hassen Khemiri med titeln ”Bästa Beatrice Ask”. Artikeln, som skrevs i form av ett öppet brev till Sveriges justitieminister Beatrice Ask, berättade om Khemiris personliga upplevelser av fördomar och diskriminering. I artikeln kritiserade Khemiri även Sveriges avvisningar av asylsökande inom ramen för REVA, som Khemiri kallar "Maktens rutin. Våldets praktik." "Bästa Beatrice Ask" fick en mycket omfattande viral spridning; 14 mars hade 120 000 personer rekommenderat artikeln på Facebook, vilket gör artikeln till den näst mest delade svenskspråkiga texten på Internet någonsin. 250 000 klick uppmätte DN.se redan 18:00 samma dag som artikeln publicerades.
Beatrice Ask svarade på artikeln med en inbjudan till en diskussion med Khemiri, något Khemiri avböjt. Enligt Dagens Nyheter kan Khemiris text bli en "nystart för antirasism". Den 21 april 2013 publicerades en översättning av artikeln i New York Times.

### 2014-2017
Våren 2014 filmades Stockholmsuppsättningen av Khemiris pjäs  Jag ringer mina bröder av SVT. Medverkade gjorde både skådespelare från Malmöuppsättningen och från den i Stockholm. Filmen sändes i SVT2 den 27 september. 
Pjäsen ≈[ungefär lika med] handlar om "ett myller av människor som är på kollisionskurs med marknaden" och hade urpremiär på Dramaten i oktober iscensatt av Farnaz Arbabi.
År 2015 tilldelades Khemiri Augustpriset för romanen Allt jag inte minns. Romanen har översatts till ett tjugotal språk. Den amerikanska författaren Joyce Carol Oates valde Allt jag inte minns som en av sina tre favoritböcker från 2016 i the Times Literary Supplement.
Tidskriften The New Yorker publicerade Khemiris novell "Så som du hade berättat det för mig (ungefär) om vi hade lärt känna varandra innan du dog" den 24 september 2017. Khemiri läste även in novellen för deras poddradioprogram The Writer's Voice och deltog i intervjun This Week in Fiction. Khemiri är den första svenska författaren som har publicerat en novell i The New Yorker.

### Senare år
Romanen Pappaklausulen publicerades 2018. Boken tilldelades det franska priset Prix Médicis för bästa roman. Den var även finalist för en amerikansk National Book Award.
I april 2021 tilldelade The Cullman Center vid New York Public Library Khemiri, som en av 15 författare och forskare, det anrika forskarstipendiet som innebär att författaren bjuds in för att arbeta nio månader i New York med biblioteket som bas. Detta ställdes in på grund av coronapandemin, men han blev senare som en av fem författare inbjuden på nytt av biblioteket.
2021 medverkade han i SVT:s program Mästaren. Samma år flyttade Khemiri till New York med sin familj för att skriva en ny roman med ett Cullmanstipendium på New York Public Library. Romanen släpptes i september 2023 och kom att betitlas Systrarna. Den blev nominerad till Augustpriset samma år.

## Priser och utmärkelser
- 2004 – Borås Tidnings debutantpris för Ett öga rött
- 2006 – P.O. Enquists pris för Montecore
- 2006 – Tidningen Vi:s litteraturpris för Montecore
- 2007 – Sveriges Radios Romanpris för Montecore
- 2007 – Stockholms stads Bellmanpris
- 2007 – Stipendium ur Gerard Bonniers donationsfond
- 2008 – Pocketpriset för Montecore
- 2008 – Sveriges Radios Novellpris för Oändrat oändlig
- 2010 – Heddapriset för årets bästa föreställning: Vi som är hundra
- 2011 – Det svenska Ibsensällskapets Ibsenpris
- 2011 – Village Voice Obie Award för Invasion!
- 2011 – Henning Mankell-stipendiet
- 2013 – Aniarapriset
- 2014 – Eldh-Ekblads fredspris
- 2015 – Expressens teaterpris "En bit av Georgs hatt"[36]
- 2015 – Augustpriset för Allt jag inte minns
- 2015 – Årets författare[37]
- 2019 – Signe Ekblad-Eldhs pris
- 2020 – Bernspriset av Svenska PEN[38]
- 2020 – Finalist National Book Award, USA[10]
- 2021 – Prix Médicis, Frankrikes största pris för översatt litteratur[39]
- 2022 – Gustaf Frödings stipendium[40]
- 2024 – Stina Aronsons pris[41]

### Prismotiveringar
- I motiveringen för Aniarapriset 2013 stod bland annat att redan i Khemiris första roman:

| ”                                 | /…/ framstod författarens idiom, khemiriskan, som fullt utvecklat, en lekfull, fiktionsuppluckrande och metalitterär stil med tydliga rötter i 1900-talets breda europeiska prosamodernism. Khemiri är dock inte bara en språkets Oppfinnar-Jocke, utan tematiserar med ett liknande snille behovet av självuppfinnande, i ett samhälle som blott alltför gärna beslår sina invånare med sådant som etnicitet, klasstillhörighet eller sexualitet. | „ |
| – Svensk Biblioteksförening, 2013 | |   |

- Motivering för Expressens teaterpris "En bit av Georgs hatt":

| ”                 | Han påminner om varför komik, satir och ironi är det vassaste vapnet mot både jordiska makter och tankemässiga föreställningar. Om hur fördomar kan punkteras med finstilt lätthet och bli till storartad teater, fräck nog att vara allvarsam och nöjsam på samma gång. Jonas Hassen Khemiri är ungefär lika med ett geni. | „ |
| – Expressen, 2015 | |   |

- Motivering för Augustpriset 2015 för Allt jag inte minns: | ” | ... en kärlekshistoria och en berättelse om våld, oförlåtliga svek och ekonomins makt. En okonventionell romanstruktur där flera olika röster tecknar porträttet av huvudpersonen. Allt skrivet på en raffinerat nedtonad prosa där de papperslösas och kriminellas skuggtillvaro kolliderar med Solsidan i ett stenhårt och hektiskt Stockholm. | „ |